# Vabalathus
Lucius Iulius Aurelius Septimius Vabalathus Athenodorus († na 272) was de zoon van de oud-consul en dynast Septimius Odaenathus van Palmyra en diens vrouw Septimia Zenobia.
Toen zijn vader Odaenathus in 267/268 wordt vermoord, erfde Vabalathus de titels (rex regum, corrector totius Orientis en waarschijnlijk ook dux Romanorum van zijn vader). Hij kreeg de heerschappij over het Palmyrische rijk, maar hij stond als minderjarige echter wel onder de voogdij van zijn moeder. In het begin waren Zenobia en haar zoon loyaal tegenover de keizer in Rome. Door handig gebruik te maken van de crisis in het Romeinse Rijk slaagde Zenobia er in de invloedssfeer van Palmyra tot Egypte en Arabië uit te breiden. Zij bezette deze twee provincies in 270. Tot slot liet zij haar zoon in 272 tot Augustus uitroepen. Vabalathus en Zenobia werden in 272 door de nieuwe keizer Aurelianus verslagen en gevangengenomen. Daarna werden zij geketend in gouden kettingen naar Rome vervoerd. Of Zenobia daar vervolgens werd onthoofd, zichzelf vergiftigde of een rustig leven kon leiden in een villa aan de Tiber is niet duidelijk. Maar wellicht is de laatste versie de correcte, aangezien bepaalde historici melding maken van nakomelingen.